# 2010年6月中国大陆

## 6月1日
- 湖南永州法院槍擊案。永州市零陵區郵政分局護衛隊朱軍帶三支槍走進人民法院進行掃射。三名法官死亡，三名法院工作人員受傷，兇手開槍自殺身亡。[1]

## 6月18日
- 新周期竞技体育工作研讨会召开。北京市体育局领导和各直属训练单位、承担全运会比赛项目的区体育局、项目管理中心、俱乐部、协会、首体院、体科所等有关负责人参会。会议通报了北京市竞技体育发展面临的形势，提出了存在的困难和问题[2]。

## 6月26日
6月22日至25日，十一届全国人大常委会第十五次会议召开，会议表决通过《石油天然气管道保护法》、全国人大常委会关于修改行政监察法的决定；决定免去李学举的民政部部长职务，任命李立国为民政部部长。国家主席胡锦涛分别签署主席令予以公布。